# عملیات کی
عملیات کی  (K作戦، تلفظ ژاپنی: [Kē-Sakusen]، Operation K)  یک عملیات نیروی دریایی امپراتوری ژاپن در جنگ جهانی دوم بود که با هدف شناسایی و حمله به پرل هاربر و عملیات تعمیر و نجات پس از حمله غافلگیرانه در ۷ دسامبر ۱۹۴۱ انجام شد. این عملیات در ۴ مارس ۱۹۴۲ با حمله‌ای ناموفق توسط دو قایق پرنده کاوانیشی اچ۸کِی به اوج خود رسید. این طولانی‌ترین مسافتی بود که تاکنون توسط یک مأموریت بمباران دو هواپیما انجام شده بود و یکی از طولانی‌ترین پروازهای بمباران برنامه‌ریزی شده بدون اسکورت جنگنده بود.